# Classification internationale des céphalées
La Classification internationale des céphalées (CIC ; en anglais : International Classification of Headache Disorders, ICHD) est une classification hiérarchique des troubles et maladies liés aux céphalées créée par l'International Headache Society. Elle a été considérée en tant que classification officielle des céphalées par l'Organisation mondiale de la santé, et, en 1992, a été incorporée dans la 10e édition de la Classification internationale des maladies (CIM-10).
La CIC a été publiée pour la première fois en 1988 (sous le titre de CIC-1). La seconde et actuelle version, la CIC-2, a été publiée en 2004.